# 戴德維爾 (密蘇里州)
戴德維爾（英語：Dadeville）是位於美國密蘇里州戴德縣的村。

## 人口
根據2020年美國人口普查的數據，戴德維爾的面積為2.58平方千米，當中陸地面積為2.57平方千米，而水域面積為0.01平方千米。當地共有人口226人，而人口密度為每平方千米88人。